# Angelo Tomelleri
Angelo Tomelleri (Verona, 26 giugno 1924 – Verona, 23 giugno 1985) è stato un politico italiano, primo presidente della Regione Veneto.

## Biografia
Nato a Verona, dov'è stato allievo del Liceo Scipione Maffei, si laurea poi in ingegneria civile presso l'Università degli Studi di Padova.
Esponente della Democrazia Cristiana, nel 1951 entra nel consiglio comunale di scaligero. Dal 1960 al 1965 è assessore provinciale a Verona, mentre nel quinquennio successivo subentra a Renato Gozzi (eletto sindaco del capoluogo) alla guida dell'amministrazione provinciale.
Nel 1970 diventa primo presidente della neocostituita Giunta Regionale del Veneto. Ricopre la carica per 10 anni, eccetto una breve parentesi tra il 1972 e il 1973. In virtù del ruolo rivestito, viene soprannominato "Il Doge".
Doroteo, politicamente vicino ad Antonio Bisaglia, nel 1983 è eletto al Senato della Repubblica. Muore due anni più tardi, da senatore in carica, all'età di 61 anni. È sepolto nel cimitero di Castelletto di Brenzone, dove trascorreva lunghi periodi di tranquillità a pescare e camminare.